# Amphineurus insanus
Amphineurus insanus är en tvåvingeart som beskrevs av Alexander 1952. Amphineurus insanus ingår i släktet Amphineurus och familjen småharkrankar. Inga underarter finns listade i Catalogue of Life.